# Broad Contemporary Art Museum

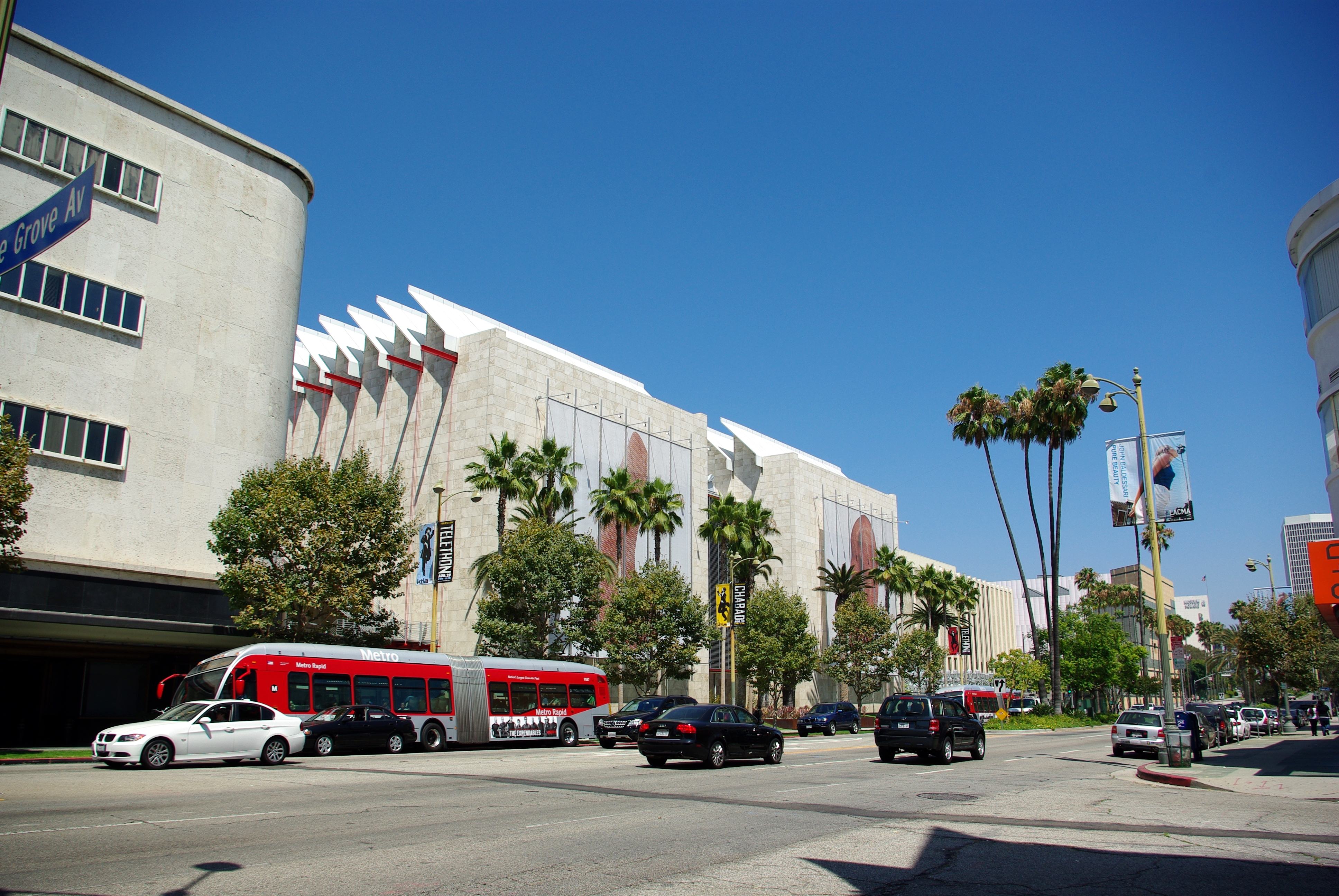
Ansicht des Los Angeles County Museum of Art am Wilshire Boulevard, in der Bildmitte das Broad Contemporary Art Museum

Das Broad Contemporary Art Museum (kurz BCAM) ist von den Mäzenen Edythe und Eli Broad gestiftetes Museumsgebäude in Los Angeles. Es gehört seit 2008 zum Campus des Los Angeles County Museum of Art (LACMA) am Wilshire Boulevard und zeigt Kunst von 1900 bis zur Gegenwart.

## Beschreibung
Das nach Plänen des Architekten Renzo Piano errichtete Broad Contemporary Art Museum verfügt über rund 6.600 m² Ausstellungsfläche auf drei Etagen. Die Eli and Edythe Broad Foundation unterstützte den Bau mit einer Spende an das Los Angeles County Museum of Art in Höhe von 50 Millionen US-Dollar, hinzu kamen weitere 10 Millionen US-Dollar für den Ankauf von Kunstwerken. Zudem stellte die Broad Foundation dem Museum wiederholt Leihgaben der eigenen Sammlung zur Verfügung. Im Gebäude sind neben Wechselausstellungen Werke der Sammlung des LACMA aus dem 20. und 21. Jahrhundert zu sehen. Die Privatsammlung von Edythe und Eli Broad ist seit 2015 im eigenen Museum The Broad in Downtown Los Angeles beheimatet.